# 5036 Tuttle
5036 Tuttle è un asteroide della fascia principale. Scoperto nel 1991, presenta un'orbita caratterizzata da un semiasse maggiore pari a 3,1425908 UA e da un'eccentricità di 0,1836344, inclinata di 2,92968° rispetto all'eclittica.
L'asteroide è dedicato all'astronomo statunitense Horace Parnell Tuttle.